# Pashedu
| G40 | A | V22 · d | V1 · D40 |

| G40 | A | V22 · d | V1 · D40 |

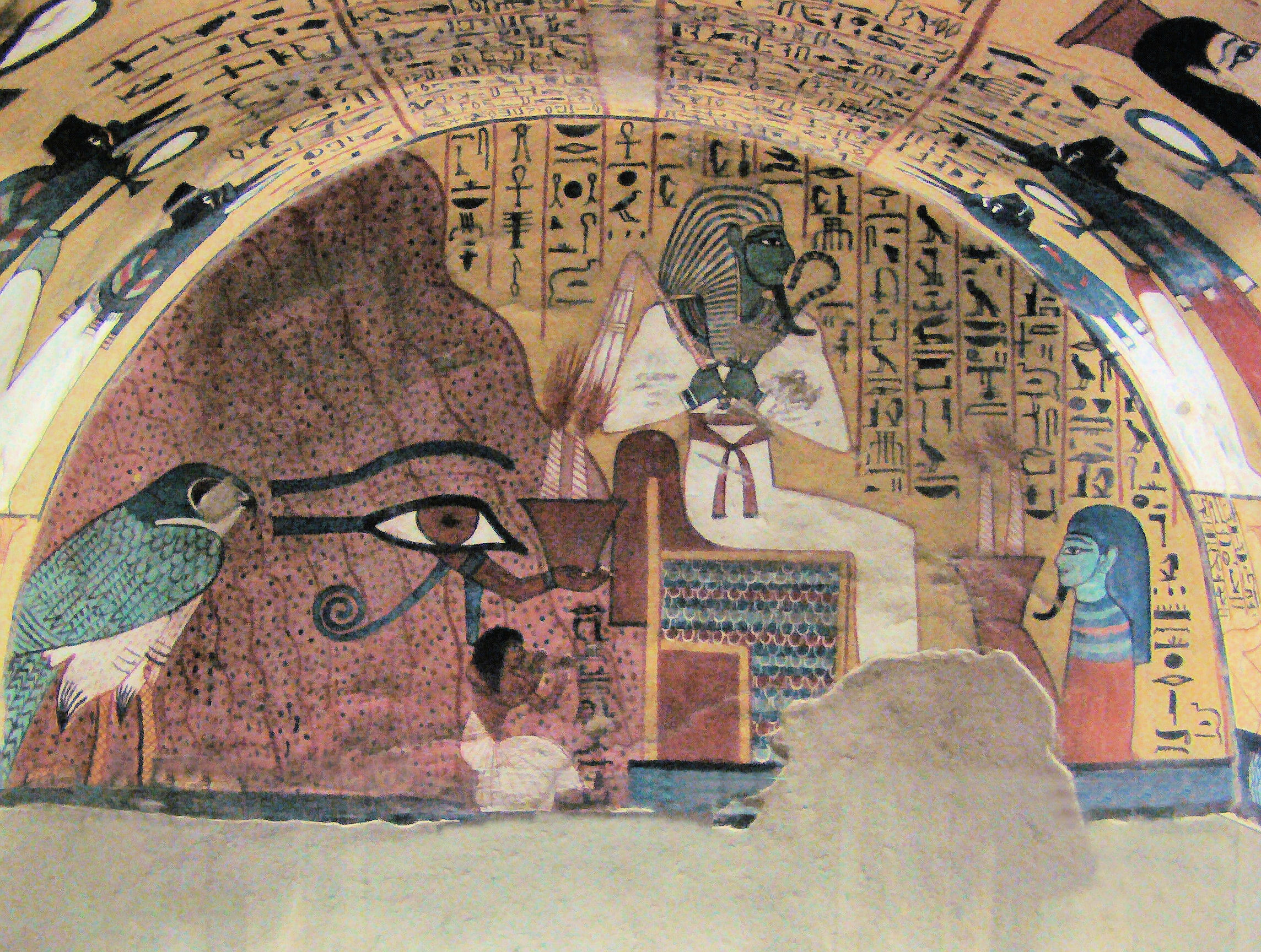
Pintura parietal en su tumba TT3 donde se observa el ojo de Horus en la montaña tebana y al dios Osiris.

Pashedu fue un antiguo artesano egipcio que vivió en Deir el-Medina (Set Maat) en la orilla occidental del Nilo, frente a Tebas, durante los reinados de Seti I.
Pashedu era hijo de Menna y Huy. Su esposa se llamaba Nedymet-behdet. Pashedu es el propietario de la tumba TT3 y probablemente de la TT326.
Entre sus títulos se encontraba el de Servidor en el Lugar de la Verdad, lo que significa que trabajó en la excavación y decoración de las cercanas tumbas reales. Pashedu parece haber sucedido a Baki como capataz del lado izquierdo durante el reinado de Ramsés II.
Es mencionado en la TT3 un hijo llamado Menna, en honor a su abuelo paterno. Otro hijo llamado Qaha también es mencionado en su tumba. Es posible que un tercer hombre llamado Nebenmaat (atestiguado en la TT219) sea también hijo de Pashedu.